# Расмус Крістенсен
Расмус Крістенсен (дан. Rasmus Nissen Kristensen, нар. 11 липня 1997, Бранде) — данський футболіст, правий захисник клубу «Лідс Юнайтед» і національної збірної Данії. На правах оренди грає в Німеччині за франкфуртський «Айнтрахт».

## Клубна кар'єра
Народився 11 липня 1997 року в місті Бранде. Вихованець юнацьких команд футбольних клубів «Бранде ІФ», «Гернінг Фремад» та «Мідтьюлланн». З сезону 2015/16 став виступати за основну команду. Дебютував у данському чемпіонаті 6 березня 2016 року в поєдинку проти «Норшелланна», вийшовши на заміну на 39-ій хвилині замість Вацлава Кадлеця. Загалом за два роки у рідному клубі взяв участь у 54 матчах чемпіонату. Більшість часу, проведеного у складі «Мідтьюлланна», був основним гравцем захисту команди.
У січні 2018 року перейшов в «Аякс» за 5,5 млн євро, підписавши контракт до літа 2022 року. Відіграв за команду з Амстердама 20 матчів в національному чемпіонаті.
Літом 2019 приєднався до складу зальцбурзького «Ред Булла», підписавши з клубом 5-річний контракт. Протягом наступних трьох сезонів відіграв за зальцбурзьку команду понад 100 ігор усіх турнірів.
Влітку 2022 року за 13 мільйонів євро перебрався до англійського «Лідс Юнайтед», де протягом сезону 2022/23 був основним гравцем на правому фланзі захисту. 14 липня 2023 року був орендований італійською «Ромою».

## Виступи за збірні
2015 року дебютував у складі юнацької збірної Данії, взяв участь у 18 іграх на юнацькому рівні, відзначившись 3 забитими голами.
У 2016–2019 роках залучався до складу молодіжної збірної Данії. На молодіжному рівні зіграв у 26 офіційних матчах, забив 7 голів.
2021 року дебютував в іграх національної збірної Данії.
| Дата       | Місто                   | Господарі         | Результат | Гості             | Турнір                               | Голи | Примітки |
| ---------- | ----------------------- | ----------------- | --------- | ----------------- | ------------------------------------ | ---- | -------- |
| 4-9-2021   | Торсгавн                | Фарерські острови | 0 – 1     | Данія             | Відбір до ЧС 2022                    | -    | 46'      |
| 15-11-2021 | Глазго                  | Шотландія         | 2 – 0     | Данія             | Відбір до ЧС 2022                    | -    | 81'      |
| 26-3-2022  | Амстердам               | Нідерланди        | 4 – 2     | Данія             | товариський матч                     | -    | 46'      |
| 29-3-2022  | Копенгаген              | Данія             | 3 – 0     | Сербія            | товариський матч                     | -    |          |
| 3-6-2022   | Сен-Дені                | Франція           | 1 – 2     | Данія             | Ліга націй УЄФА 2022-2023 - 1-й етап | -    | 60'      |
| 6-6-2022   | Відень                  | Австрія           | 1 – 2     | Данія             | Ліга націй УЄФА 2022-2023 - 1-й етап | -    |          |
| 10-6-2022  | Копенгаген              | Данія             | 0 – 1     | Хорватія          | Ліга націй УЄФА 2022-2023 - 1-й етап | -    | 62'      |
| 13-6-2022  | Копенгаген              | Данія             | 2 – 0     | Австрія           | Ліга націй УЄФА 2022-2023 - 1-й етап | -    |          |
| 22-9-2022  | Загреб                  | Хорватія          | 2 – 1     | Данія             | Ліга націй УЄФА 2022-2023 - 1-й етап | -    | 60'      |
| 25-9-2022  | Копенгаген              | Данія             | 2 – 0     | Франція           | Ліга націй УЄФА 2022-2023 - 1-й етап | -    | 90+1'    |
| 22-11-2022 | Ер-Раян (муніципалітет) | Данія             | 0 – 0     | Туніс             | ЧС 2022 - груповий етап              | -    | 24'      |
| 26-11-2022 | Доха                    | Франція           | 2 – 1     | Данія             | ЧС 2022 - груповий етап              | -    | 90+2'    |
| 30-11-2022 | Ель-Вакра               | Австралія         | 1 – 0     | Данія             | ЧС 2022 - груповий етап              | -    | 46'      |
| 26-3-2023  | Астана                  | Казахстан         | 3 – 2     | Данія             | Відбір до ЧЄ 2024                    | -    | 83'      |
| 16-6-2023  | Копенгаген              | Данія             | 1 – 0     | Північна Ірландія | Відбір до ЧЄ 2024                    | -    | 80'      |
| 10-9-2023  | Гельсінкі               | Фінляндія         | 0 – 1     | Данія             | Відбір до ЧЄ 2024                    | -    | 13' 80'  |
| 14-10-2023 | Копенгаген              | Данія             | 3 – 1     | Казахстан         | Відбір до ЧЄ 2024                    | -    | 69'      |
| 17-10-2023 | Серравалле              | Сан-Марино        | 1 – 2     | Данія             | Відбір до ЧЄ 2024                    | -    | 90+2'    |
| 17-11-2023 | Копенгаген              | Данія             | 2 – 1     | Словенія          | Відбір до ЧЄ 2024                    | -    | 86'      |
| 20-11-2023 | Белфаст                 | Північна Ірландія | 2 – 0     | Данія             | Відбір до ЧЄ 2024                    | -    |          |
| 5-6-2024   | Копенгаген              | Данія             | 2 – 1     | Швеція            | товариський матч                     | -    |          |
| Усього     |                         | Матчів            | 21        |                   | Голів                                | 0    |          |

## Особисте життя
Расмус племінник колишнього футболіста Сігурда Крістенсена і є двоюрідним братом Леона Єссена. Крім того молодша сестра Расмуса Ная є професійною гандболісткою.

## Титули і досягнення
- Чемпіон Нідерландів (1):

«Аякс»: 2018-19
- Володар Кубка Нідерландів (1):

«Аякс»: 2018-19
- Володар Кубка Австрії (3):

«Ред Булл»: 2019-20, 2020-21, 2021-22
- Чемпіон Австрії (3):

«Ред Булл»: 2019-20, 2020-21, 2021-22